# ドレモン
ドレモン（Delémont）は、スイス・ジュラ州にある基礎自治体 ( コミューン ) で、同州の州都。2007年の人口は約11,000人。州の議会と政府はこの街にあるが、裁判所などの多くの他の機関はポラントルイにある。

## 地理
ドレモンはバーゼルの南西30km、バーゼルとビールのほぼ中間に位置している。街はSorne川の両岸に沿って開けている。自治体の面積は22km2で、大部分が集約的な農耕地に利用されている。東側の市境にはBirs川が流れている。

## 経済
1770年に既に街は貿易業と製造業の中心都市であった。わずか約25%の人が農業に従事していた。19世紀に、製鋼所、時計製造、機械、たばこ、セメント産業などに導かれ、産業化が始まった。今日、ドレモンは隣接するベルン州と同様に、この地域の経済、政治の中心である。伝統的な製造業に加えて、サービス産業の従事者も多い。高い失業率に悩まされているが、住民はバーゼルやビールのような近くのより大きな都市に職を求めている。